# 立花館To Lieあんぐる
『立花館To Lieあんぐる』（たちばなかんトライあんぐる）は、merryhachiによる日本の漫画作品。一迅社の『コミック百合姫』にて、2015年1月号から2020年6月号まで連載された。
また、本作をベースにしたスピンオフ漫画『橘館Ce Lebらいふ』がpixivコミック内のゆりひめ＠ピクシブで連載されている。

## あらすじ
夏乃はなびは春からの高校進学を機に、東京の実家を離れて通学しやすい寮「橘館」に引っ越しをすることに。ところが、そこは想定していたオシャレなアパートとは正反対、築数十年を経過したボロボロの家だった。どうやら何かの手違いが発生し、「立花館」という別の寮と契約をしていたらしい。
はなびは仕方なく当面のあいだ立花館に住むことにしたが、この館に居る人たちはどうにもヘンな人たちが多く、しかも毎日のようにエッチな状況に遭遇することとなってしまうのだった。

## 登場人物
夏乃 はなび（なつの はなび）
声 - 津田美波
本作の主人公。 5月5日生まれ。身長152センチメートル。
あまりオシャレなどには積極的ではなく、ボーイッシュなファッションを好む。もともと立花館のある地域に子供のころに住んでいて、高校入学を機に、6年ぶりにこの地に戻ってきた。
藤原 依子（ふじわら よりこ）
声 - 松嵜麗
4月19日生まれ。身長166センチメートル。
このみの姉。数年前に親が海外赴任となったことを契機に立花館の大家になる。妹や住人たちを優しく包み込む明るい女性。
藤原 このみ（ふじわら このみ）
声 - 桜木アミサ
本作のメインヒロインの一人。 8月31日生まれ。身長150センチメートル。
依子の妹。はなびとは幼馴染で姉のように親しく接していた。はなびを巡って、いおりと恋の争奪戦を繰り広げる。
篁 いおり（たかむら いおり）
声 - 仲田ありさ
本作のメインヒロインの一人。 2月12日生まれ。身長154センチメートル。血液型AB。
立花館の住人少女。はなびとは同学年で、その気安さからか積極的なアプローチをしかける。普段は寡黙で行動が読めない事が多い。
月城 優（つきしろ ゆう）
声 - 小松未可子
7月25日生まれ。身長168センチメートル。
立花館の住人女性。自由奔放で開放的。積極的なスキンシップを好み、はなびが頻繁にターゲットにされている。依子とは親友の域を超えた大人の関係を築いているという噂がある。
三井 そのあ（みつい そのあ）
声 - 喜多村英梨
11月2日生まれ。身長160センチメートル。
あるトラブルを機に、立花館に転がり込んできた女性。やや上から目線のキツめな態度を取る時もあるが、本当は面倒見のいい優しい人物。

## 書誌情報
- merryhachi 『立花館To Lieあんぐる』一迅社〈百合姫コミックス〉、全9巻
  1. 2015年6月18日発売[2]、ISBN 978-4-7580-7435-3
  2. 2016年1月18日発売[3]、ISBN 978-4-7580-7515-2
    - 特装版 同日発売[4]、ISBN 978-4-7580-7518-3

  3. 2016年7月16日発売[5]、ISBN 978-4-7580-7569-5
  4. 2017年4月18日発売[6]、ISBN 978-4-7580-7660-9
  5. 2017年12月18日発売[7]、ISBN 978-4-7580-7750-7
  6. 2018年4月18日発売[8]、ISBN 978-4-7580-7802-3
    - 特装版 同日発売[9]、ISBN 978-4-7580-7803-0

  7. 2018年7月18日発売[10]、ISBN 978-4-7580-7835-1
    - 特装版 同日発売[11]、ISBN 978-4-7580-7814-6

  8. 2019年5月16日発売[12]、ISBN 978-4-7580-7936-5
    - 特装版 同日発売[13]、ISBN 978-4-7580-7937-2

  9. 2020年6月30日発売[14]、ISBN 978-4-7580-2130-2
    - 特装版 同日発売[15]、ISBN 978-4-7580-2131-9

## テレビアニメ
2018年4月より6月までTOKYO MXほかにて、5分枠の短編テレビアニメで放送された。原作第7巻の特装版に本編全12話と映像特典を収録したBlu-rayが付属する。

### スタッフ
- 原作 - merryhachi[16]
- 総監督・音響監督 - ひらさわひさよし[18]
- チーフ演出 - つしまゆりか[18]
- シリーズ構成・脚本 - WORDS in STEREO[18]
- キャラクターデザイン - 花井柚都子[16]
- プロップデザイン - 瀧澤茉夕、濱田悠示、清水拓磨
- 美術監督 - mame
- 美術設定 - 長澤順子
- 色彩設計 - 堀内菜央
- 撮影監督 - 林幸司[18]
- 音響制作 - Cloud22[18]
- 音楽 - 立山秋航
- 音楽プロデューサー - 金谷雄文
- 統括プロデューサー - 関家一樹
- プロデューサー - 中村成太郎、齋藤宙央、長澤秀尚、下里悟、神宮司剛史、はたなかたいち、市井美帆、熊谷拓登
- アニメーションプロデューサー - 高木秀仁
- アニメーション制作 - Creators in pack、スタジオリングス[16]
- 製作 - 立花館製作委員会

### 主題歌
「もっと、ねぇもっと」
エラバレシによるエンディングテーマ。作詞・作曲は志倉千代丸、編曲は悠木真一。

### 各話リスト
| 話数 | サブタイトル             | 絵コンテ     | 演出         | 作画監督                                | 総作画監督 |
| ---- | ------------------------ | ------------ | ------------ | --------------------------------------- | ---------- |
| 1話  | 新生活！                 | つしまゆりか | つしまゆりか | 徳田拓也                                | -          |
| 2話  | 秘密の場所               | 柴田匠       | 柴田匠       | 清水拓磨                                | 徳田拓也   |
| 3話  | 尾行と添い寝             | 東亮佑       | 東亮佑       | 辻浩樹                                  | 徳田拓也   |
| 4話  | 受難とトイレ             | つしまゆりか | つしまゆりか | 清水琢磨、瀧澤茉夕                      | 徳田拓也   |
| 5話  | 夏服と押入れ             | 東亮佑       | 東亮佑       | Prasearth Thongkhum 阿部加奈子          | 徳田拓也   |
| 6話  | 歓迎会と水鉄砲           | 柴田匠       | 柴田匠       | 徳田拓也、王悦春                        | 徳田拓也   |
| 7話  | 流星群とバケツ           | 柴田匠       | 柴田匠       | 王悦春、清水琢磨 森田莉奈               | 徳田拓也   |
| 8話  | 鱚とキス                 | つしまゆりか | つしまゆりか | 瀧澤茉夕                                | 徳田拓也   |
| 9話  | 風邪と思い出             | 柴田匠       | 柴田匠       | 王悦春、清水拓磨                        | 徳田拓也   |
| 10話 | 温泉で卓球               | 東亮佑       | 東亮佑       | 中島大智、清水拓磨                      | 徳田拓也   |
| 11話 | 夏祭り                   | つしまゆりか | 柴田匠       | 阿部加奈子、瀧澤茉夕 松下順子、柿畑文乃 | 徳田拓也   |
| 12話 | この場所で、あの立花館で | つしまゆりか | つしまゆりか | 徳田拓也、瀧澤茉夕                      | 徳田拓也   |

### 放送局
| 放送期間                | 放送時間                     | 放送局   | 対象地域 | 備考                                             |
| ----------------------- | ---------------------------- | -------- | -------- | ------------------------------------------------ |
| 2018年4月4日 - 6月20日  | 水曜 1:00 - 1:05（火曜深夜） | TOKYO MX | 東京都   | 製作参加                                         |
| 2018年4月6日 - 6月22日  | 金曜 22:45 - 22:50           | AT-X     | 日本全域 | CS放送 / リピート放送あり                        |
| 2018年4月11日 - 6月27日 | 水曜 0:56 - 1:00（火曜深夜） | BSフジ   | 日本全域 | BS放送 / 『アニメギルド』枠 / 実写特番は未放送。 |

| 配信開始日    | 配信時間                                            | 配信サイト                                                                                             |
| ------------- | --------------------------------------------------- | --- |
| 2018年4月4日  | 水曜 1:00 更新                                      | dアニメストア                                                                                          |
| 2018年4月11日 | 火曜 0:00 更新（1話のみ） 水曜 0:00 更新（2話以降） | ひかりTV あにてれ FOD ビデオパス J:COMオンデマンド ニコニコチャンネル AbemaTV GYAO! バンダイチャンネル |